# George Akerlof
George A. Akerlof, född 17 juni 1940 i New Haven, Connecticut, är en amerikansk nationalekonom och mottagare av Sveriges Riksbanks pris i ekonomisk vetenskap till Alfred Nobels minne 2001 tillsammans med Joseph E. Stiglitz och Michael Spence "för deras analys av marknader med asymmetrisk information". Akerlof är kanske mest känd i vida kretsar för sin berömda artikel om asymmetrisk information på bilmarknaden, kallad 'The Market for "Lemons"', som visar hur det riskerar att uppstå marknadsmisslyckanden i fall då det klassiska nationalekonomiska antagandet om perfekt information inte gäller. Detta sker i situationer då köpare och säljare har olika information om produkten i fråga, vilket leder till att den ena parten får ett informationsövertag.
George Akerlof är gift med nationalekonomen Janet Yellen som mellan 2014 och 2018 var ordförande i USA:s centralbank Federal Reserve System. Tillsammans har de sonen Robert som undervisar i ekonomi vid University of Warwick i England.

## Svenskättling
Akerlofs mor var av tysk-judiskt ursprung medan hans far var en svensk immigrant. Fadern, Gösta Åkerlöf, var kemist och uppfinnare. Akerlofs farmor kom från Hedemora och hans farfar från Stockholm.